# Dicranodontium denudatum
Dicranodontium denudatum là một loài Rêu trong họ Dicranaceae. Loài này được (Brid.) E. Britton mô tả khoa học đầu tiên năm 1913.